# Fietsgleuf

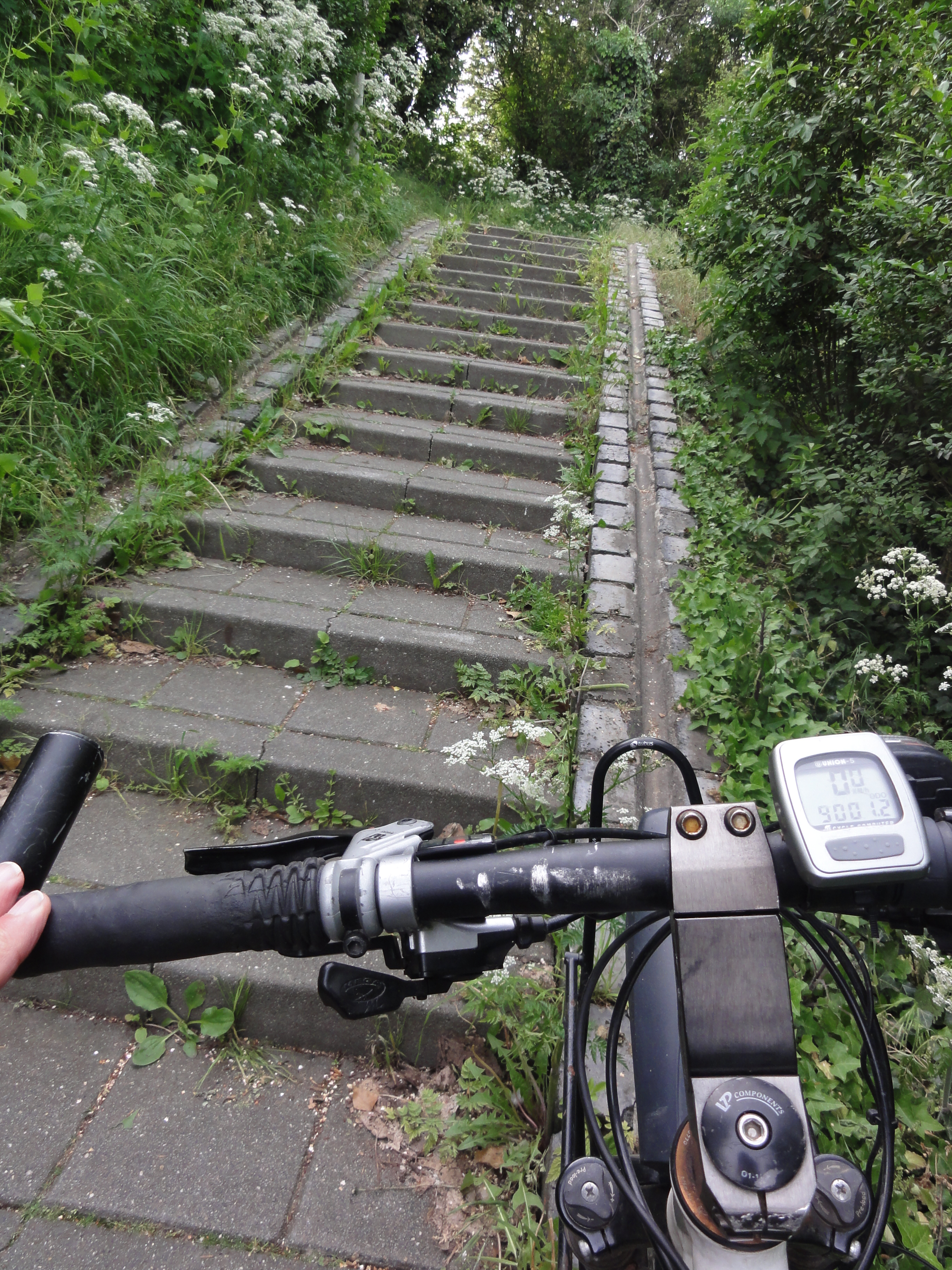
Waalbrugtrap bij Lent, Nijmegen

Een fietsgleuf is een spoor in een trap, iets breder dan een fietsbanddikte, zodat een fiets rollend aan de hand naar boven of beneden kan worden meegenomen.
De fiets hoeft niet getild te worden. Het meestal halfronde spoor is in het beton van de trap uitgespaard, maar het spoor kan ook een aan de trap bevestigd U-vormig staalprofiel zijn. Bij trappen met één of meer bordessen is het spoor op het bordes meestal onderbroken. Een fietsgleuf bevindt zich meestal aan één kant, soms echter aan beide zijden van de trap. Meestal is een fietsgleuf niet geschikt voor bromfietsen.